# 못 믿을 알비온
못 믿을 알비온(Perfidious Albion)은 유럽 대륙에서 영국을 모멸적으로 지칭할 때 쓰던 표현이다.

## 유래
알비온은 고대 그리스 시대에 브리튼을 지칭하는 표현이다. 브리튼에 대한 혐오가 가장 심했던 프랑스에서 이 숙어가 탄생하였다. 13세기 프랑스에서 이러한 숙어가 유래된 것으로 보고 있으며 l'angleterre [영국을 지칭]이라는 표현과 "겉과 속이 다른 알비온"이라는 숙어는 17세기 프랑스의 유명한 주교(Bishop)이자 설교자(Preacher)이며 신학자(Theologian)인 자크베니뉴 보슈(Jacques-Bénigne Bossuet)가 사용하였다.
| “ | L'Angleterre, ah, la perfide Angleterre, que le rempart de ses mers rendait inaccessible aux Romains, la foi du Sauveur y est abordée. (앙글르뗄흐, 아, 그 겉과 속 다른 앙글르뗄흐, 그녀(브리튼)의 철옹성 바다(Oceanus Britannicus: 영국 해협)는 로마인들의 접근을 불허했을진대, 구세주(Saviour)의 믿음이 그곳에 내렸나니.) | ” |

이 가톨릭 주교의 언급은 잉글랜드의 신앙심 부족을 표현한 것이다. 잉글랜드가 교황 그레고리 1세의 재위시에 로마 가톨릭교회 신앙을 받아들였지만, 17세기 당시에는 개신교 국가로 변하기 시작했기 때문이다.
그러나 이 숙어가 널리 퍼지게 된 때는 히메네스(Ximenez)의 후작인 오귀스탱이 1793년에 쓴 시의 구절로 퍼졌다는 것이 정석이다.
| “ | Attaquons dans ses eaux la perfide Albion. (그녀(브리튼)의 바다(Waters)에서 못 믿을 알비온을 무찌르러 갑시다!) | ” |

이 시에서 언급된 영국의 "불신"은 정치적인 것이었다. 프랑스 혁명의 초기에 영국의 많은 이들, 유럽의 군주제의 대부분 자유주의자들이 그 혁명에 대해서 가벼운 호의를 보였지만 군주제의 전복과 루이 16세의 처형으로 인해 영국에서는 다른 유럽의 군주제 국가로 프랑스에서의 혁명을 억제하기 위해 연합을 결성하게 된다.(제1차 대프랑스 동맹) 이를 알게 된 프랑스의 혁명 세력들은 "불신"의 배신으로 여겼다.
"La Perfide Albion(=Perfidious Albion)"은 19세기 프랑스에서 공쿠르(Goncourt) 형제들이 "잘 알려진 오래된 격언"이라고 언급하기 시작하였다. 프랑스의 언론인에 의해서 프랑스와 영국 양국이 긴장이 고조된 시기, 아프리카의 식민지에서의 경쟁중 발생한 파쇼다 사건과 같은 일이 벌어질 때 사용하였다. 이 캐치프레이즈는 프랑스의 연재 만화 “La Famille Fenouillard”에서 "못 믿을 알비온, 세인트 헬레나의 바위에서 잔다르크를 태운 것"이라고 표현한 캐릭터에 반향을 얻어 더욱더 유명해진다.(이것은 조크로 반영 감정이 나폴레옹과 잔다르크를 섞은 영국에 희생되는 캐릭터에 의해 실려있다.)

## 파시스트 이탈리아와 식민지에서의 정치적 선전
19세기 이후 프랑스와 영국 사이의 관계가 개선될 때 독일을 비롯한 여러 국가들의 힘이 자라고 있었다. 제1차 세계대전동안 두 국가(영국과 프랑스)는 동맹군(독일등)에 대항하기 위하여 연합하게 되고 그들의 역사적인 라이벌 관계도 과거의 일이 된다.
그러나 "못 믿을 알비온" 구문은 자원과 점령지가 더 이상 없는 독일이나 이탈리아 같은 제한된 식민지 제국들에서 대영제국의 세계 강점을 비판하기 위해 파시스트 세력들이 이용하기 시작한다.
간단한 예로 베니토 무솔리니가 이탈리아의 에티오피아 침공에 대해 영국이 제재를 승인한 것을 두고 에티오피아 전쟁 이후부터 대영제국을 "Perfida Albione(=Perfidious Albion)"라고 불렀다. 파시스트 선전물에서 영국이 그들의 영향력과 권위를 확장시킬려는 시도 대신에 이탈리아가 얻은 "정당한(rightful)" 식민지 영토를 획득하는 데 방해함으로써 최후의 행동에 나선다는 일반적인 시리즈로 고려되었다. 무솔리니는 파시스트 확장주의의 목표를 "un posto al Sole"(태양이 있는 장소)로 불렀는데 확장된 식민지와 정치적 세력을 통해 지중해에서의 로마제국의 영광과 서계에 이탈리아의 영향력을 보여주는 것이었다.
이 결과 에티오피아의 점령과 이탈리아, 알바니아, 리비아, 에티오피아(이탈리아에서는 아비시니아(Abyssinia)), 에리트레아, 소말리아, 로도스섬과 도데카네스 제도로 이루어진 새로 태어난 제국(reborn Empire)의 선포, Africa Orientale Italiana(이탈리아령 동아프리카)의 탄생으로 이어진다.
제2차 세계대전 동안 Perfida Albione(=Perfidious Albion) 용어는 이탈리아 파시스트 지배하에 선전 목표로 다시 많이 사용되어 왔다. 그러나 아프리카에서의 전쟁에서 패하고 연합군이 이탈리아에 상륙하려고 할 때 서방 세력(특히 미국)을 전면적으로 비난하던 무솔리니를 이탈리아 스스로 축출하게 된다. 무솔리니의 선전에서 서방 국가들이 이길 수 있었던 것은 오직 그들이 막강한 공업 생산력과 경제적 자원에 의해서이며 그래서 이탈리아-독일 병사들의 막강한 능력과 용맹은 오직 침략한 군인의 숫자, 무기 그리고 "비열하고(vile)". "거짓의(untruthful)" 그리고 "가증스런(wretched)" 금권적인(Plutocratic) 힘에 패배한 것이었다. 이것은 파시스트 세력이 "시오니스트의 음모"라고 주장하는 원류가 되었다.
제2차 세계대전이 끝난 이후에도 이 용어는 살아남아 작은 신-파시스트 그룹들이 아르헨티나와 영국 사이에 있었던 포클랜드 전쟁이 시작될 때 사용하였다.

## 같이 보기
- 반영 감정
- 서구의 배신
- 악의 축
- 황화론